# 이재항 (1920년)
이재항(李載沆, 1920년 5월 4일 ~ 1985년 7월 15일)은 대한민국의 경제관료, 외교관, 정치인, 언론인이다.

## 생애

### 생애 초기와 어린 시절
본관은 전주이며, 선조 서자 영성군의 후손이다. 일제강점기 경성부(지금의 서울특별시)에서 태어났으며, 아호는 산남(山南), 송죽(松竹), 송계(松溪), 송학(松鶴)이다.

### 학력
- 1943년 경성 연희전문학교 상학과 학사
- 1956년 국방대학교 행정학사 1기

## 주요 경력
- 1948년 관재청 처분국 국장
- 1953년 외무부 통상국 국장
- 1954년 국무총리 비서실 실장
- 1955년 외무부 통상국 국장
- 1960년 주일본 대한민국 대사관 공사
- 1960년 10월 21일 초대 대통령 비서실 실장
- 1962년 3월 23일 대통령 비서실 실장 퇴임
- 1962년 서울신문 상임고문(재임: 1962년 4월 30일 ~ 1962년 9월 30일)
- 1962년 고려대학교 겸임교수(1962년 8월).
- 1963년 고려대학교 겸임교수 직위 퇴임(1963년 8월).
- 1963년 충청북도 도지사 직무대행 서리(1963년 12월 17일 ~ 1963년 12월 19일)
- 1963년 충청북도 도지사 직무대행 서리 직위 퇴임.
- 1964년 인하대학교 겸임교수.
- 1968년 인하대학교 겸임교수 직위 퇴임.
- 1968년 한국독립당 시사행정특보위원.
- 1969년 한국독립당 시사행정특보위원 직위 퇴임 및 한국독립당 탈당.
- 1969년 주식회사 만보사 사장.
- 1975년 만보사 사장 퇴임.
- 1976년 연세대학교 초빙교수.
- 1977년 한양대학교 초빙교수(겸직)
- 1978년 연세대학교 초빙교수 겸 한양대학교 초빙교수 직위에서 퇴임